# Palmarès del Valencia Club de Fútbol
Il Valencia Club de Fútbol, noto semplicemente come Valencia, è una società calcistica spagnola con sede nella città di Valencia, militante nella Primera División (massima serie spagnola).
Fondato nel 1919, il club è uno dei più prestigiosi e titolati di Spagna, avendo vinto sei campionati spagnoli, otto Coppe del Re, una Supercoppa spagnola ed una Coppa Eva Duarte. In ambito internazionale, invece, ha vinto una Coppa delle Coppe, una Coppa UEFA, due Supercoppe europee, due Coppe delle Fiere ed una Coppa Intertoto; nella sua storia ha disputato anche due finali consecutive di Champions League, uscendo però sconfitto in entrambe le occasioni. È l'unico club europeo ad avere vinto sia la Coppa delle Fiere che la Coppa UEFA.

## Competizioni nazionali

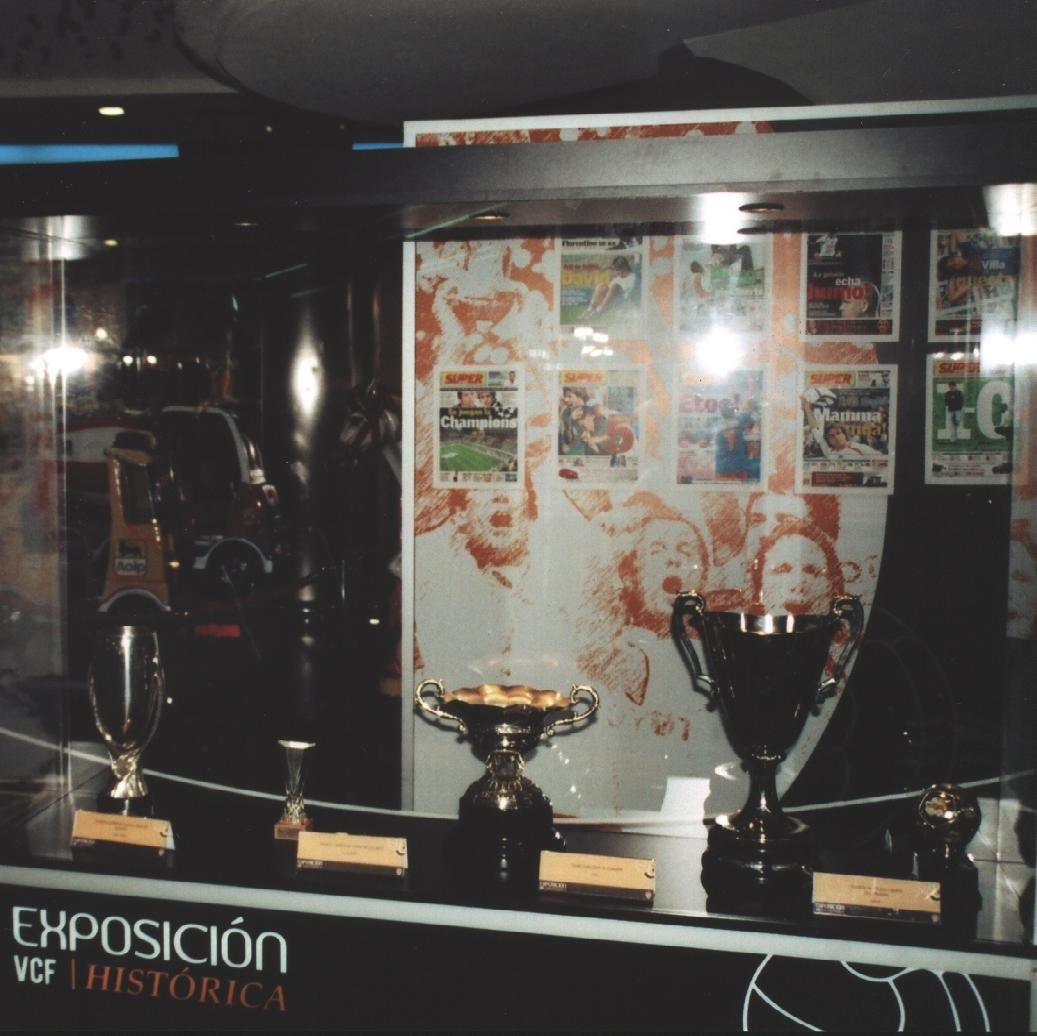
Trofei del Valencia

- Campionato spagnolo: 6

1941-1942, 1943-1944, 1946-1947, 1970-1971, 2001-2002, 2003-2004
- Coppa di Spagna: 8

1941, 1948-1949, 1954, 1966-1967, 1978-1979, 1998-1999, 2007-2008, 2018-2019
- Supercoppa di Spagna: 1

1999
- Coppa Eva Duarte: 1

1949
- Segunda División: 2

1930-1931, 1986-1987

## Competizioni regionali
- Campionato del Levante: 3

1923, 1925, 1927
- Campionato di calcio di Valencia: 8

1926, 1927, 1931, 1932, 1933, 1934, 1938, 1939

## Competizioni internazionali
- Coppa delle Coppe: 1

1979-1980
- Coppa UEFA: 1

2003-2004
- Supercoppa UEFA: 2

1980, 2004
- Coppa Intertoto UEFA: 1

1998
- Coppa delle Fiere: 2

1961-1962, 1962-1963
- Pequeña Copa del Mundo: 1

1966

## Competizioni giovanili
- División de Honor Juvenil de Fútbol: 1

2006-2007
- Torneo Internazionale Calcio Giovanile Città di Abano Terme: 1

2018
- Milk Cup: 1

2019 (Under-16)

## Altri piazzamenti
- Campionato spagnolo:

Secondo posto: 1947-1948, 1948-1949, 1952-1953, 1971-1972, 1989-1990, 1995-1996
Terzo posto: 1940-1941, 1949-1950, 1950-1951, 1953-1954, 1988-1989, 1999-2000, 2005-2006, 2009-2010, 2010-2011, 2011-2012
- Coppa di Spagna:

Finalista: 1934, 1944, 1944-1945, 1946, 1952, 1969-1970, 1970-1971, 1971-1972, 1994-1995, 2021-2022
Semifinalista: 1928, 1933, 1940, 1942, 1943, 1949-1950, 1957, 1958-1959, 1961-1962, 1962-1963, 1963-1964, 1989-1990, 1992-1993, 1995-1996, 2011-2012, 2015-2016, 2017-2018
- Supercoppa di Spagna:

Finalista: 2002, 2004, 2008
Semifinalista: 2020, 2023
- Coppa Eva Duarte:

Finalista: 1947
- Coppa della Spagna Libera:

Finalista: 1937
- Copa Presidente FEF:

Secondo posto: 1947
- UEFA Champions League:

Finalista: 1999-2000, 2000-2001
- Coppa delle Fiere:

Finalista: 1963-1964
- UEFA Europa League:

Semifinalista: 2011-2012, 2013-2014, 2018-2019
- Coppa Intertoto UEFA:

Finalista: 2005

## Premi individuali dei calciatori
- Pichichi: 6

Edmundo Suárez (1941-1942, 1943-1944), Ricardo De la Virgen (1957-1958), Waldo Machado (1966-1967), Mario Kempes (1976-1977, 1977-1978)
- Trofeo Zamora: 9

Ignacio Eizaguirre (1943-1944, 1944-1945), Gregorio Vergel (1977-1958), Ángel Abelardo (1970-1971), José Luis Manzanedo (1978-1979), José Manuel Ochotorena (1988-1989), Santiago Cañizares (2000-2001, 2001-2002, 2003-2004)